# Santuari de Lluc
Santuari de Lluc či Lluc je klášter, který se nachází v severozápadní části Mallorcy v nadmořské okolo 525 metrů v pohoří Serra de Tramuntana. Založen byl ve 13. století.